# 鳥潟隆三
鳥潟隆三（日语：とりかた りゅうぞう，1877年8月20日—1952年2月19日）是一位日本的生理學家、醫學博士。他在生理學領域有卓越貢獻，並曾在京都帝國大學和伯爾尼大學深造。鳥潟隆三在其職業生涯中為醫學科學的進步做出了重要貢獻。

## 經歷
1877年，鳥潟隆三出生於北海道函館市，幼名隆一。之後，直至六歲為止，他在父親鳥潟精一的故鄉秋田縣大館市花岡度過。鳥潟家是從慶長年間開始的舊家，代代擔任花岡村的村長。他先在大分中學就讀，後來為了進一步學業，與母親一起前往東京，先後就讀於開成中學、舊制第一高等學校，最終進入京都帝國大學醫科大學。1904年，畢業於同校。
畢業後，鳥潟隆三成為該校的助理教授。1910年取得醫學博士學位。曾於大阪府立大阪醫學校（後為大阪大學醫學部）擔任教職，並於1912年至1917年間前往瑞士的伯爾尼大學留學。在留學期間，他專注於血清學和細菌學的研究。
回國後，在大阪市創建了鳥潟免疫研究所和附屬醫院。1922年，成為京都帝國大學的教授，主持外科學第一講座。他根據自己的學說發明了（鳥潟軟膏），並提出了平壓開胸術，改善了肺結核的外科手術方法。在學術界，他曾擔任日本外科學會會長。從京都大學退休後，被授予名譽教授稱號。1945年至1947年期間，他在故鄉花岡疏散居住，但1947年6月因腦溢血倒下，隨後返回大阪。1952年，他在大阪府離世。

## 研究
- 1939年，成為諾貝爾生理學或醫學獎的候選人。[7]

## 家族
- 叔父：鳥潟恒吉（1855－1914年）。出生於花岡。東京大學醫學部二期畢業。曾擔任首任大分縣立醫院院長，對大分縣醫療的現代化、醫師及護士的培訓做出了重要貢獻。
- 叔母：鳥潟サイ（1862－1943年），為恒吉之妻。
- 女兒：鳥潟靜子。1932年因結婚解消事件而聞名。靜子與隆三的弟子結婚後，在初夜發現丈夫有性病，便回到了自己的家中。隆三隨後通知相關人士結婚解消的決定，此舉引起兩家家族的對立，並分別在報紙上發表辯解，引發了涉及文壇的一場大騷動[8]（靜子後來與醫師革島貞吉結婚[9]）。
- 妹妹：鳥潟右一（1883－1923年）工程學家。

## 作品
- 《加藤外科學總論》南江堂，1934年
- 《加藤外科學教室論著抄錄集》第1-2部，加藤博士還暦祝賀记念会编，日本外科寶函編輯室，1941年
- 《免疫原及免疫方法》加藤博士還暦祝賀记念会，1944年
- 《外科學臨床講義》鬼東惇哉編，南江堂，1944年
- 《免疫概論》日本醫書出版，1947年
- 《加藤外科學總論 第7版修訂》荒木千里修訂，南江堂京都支店，1951年

## 備註及參考資料
1. ↑  其家族建築被指定為秋田縣有形文化財，庭園為秋田縣指定名勝（紀念物），並對外開放為鳥潟會館
2. ↑  .   [2023-11-12]. （原始内容存档于2023-12-10）.
3. ↑  .   [2023-11-12]. （原始内容存档于2023-02-26）.
4. ↑  後來成為日本外科學會名譽會長。
5. ↑  .   [2023-11-12]. （原始内容存档于2023-02-26）.
6. ↑  .   [2023-11-12]. （原始内容存档于2023-12-10）.
7. ↑  .   [2023-11-12]. （原始内容存档于2023-11-12）.
8. ↑  ノーベル賞候補の娘が「初夜」から逃げ出し“結婚解消”――「鳥潟静子の結婚解消騒動」とは？ （页面存档备份，存于）小池 新、文春オンライン、 2019/11/28
9. ↑  鳥潟隆三 （页面存档备份，存于）『人事興信録. 第12版下』1940年